# بازار یزد
مجموعه بازارهای قدیمی یزد مجموعه‌ای از بازارهای قدیمی در یزد، ایران است که از لحاظ معماری ارزش تاریخی دارد.
در دورهٔ پهلوی احداث یک خیابان باعث تقسیم این بازارها به دو بخش شمالی و جنوبی شد. امروزه بخش شمالی رونق بیشتری دارد. بسیاری از این بازارها امروزه در حال تخریب و تغییر کاربری هستند.

## بازارها

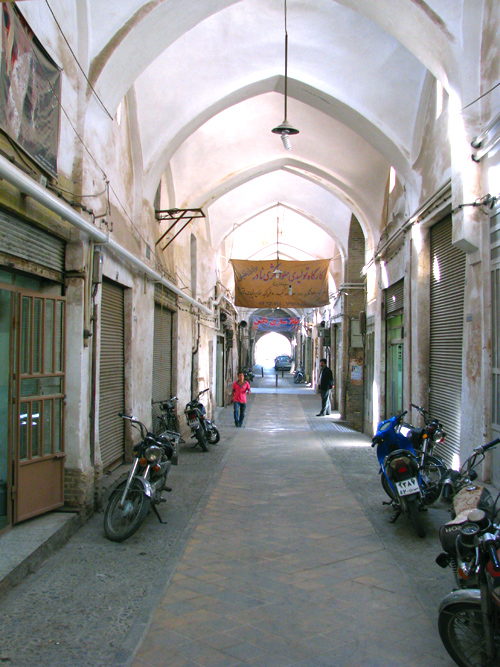
بازار پنجه علی

- بازار قیصریه: محل فروش پارچه‌های یزدی است.
- بازار حاجی قنبر: قدیمی‌ترین بخش بازار متعلق به قرن نهم هـ. ق
- بازار تبریزیان
- بازار دروازه مهریز
- بازار مسگری
- بازار علاقبندی
- بازار محمدعلی خان
- بازار صدری
- بازار افشار
- بازار خان
- بازار پنجه علی،
- بازار قیصریه،
- بازار کاشیگری،
- بازار چیت سازی،
- بازار مسجد ملا اسماعیل،
- بازار حاجی قنبر،
- بازار جعفرخان
- بازار نخود بریزی